# (20478) Rutenberg
(20478) Rutenberg (1999 NJ20) – planetoida z pasa głównego asteroid okrążająca Słońce w ciągu 4,19 lat w średniej odległości 2,6 j.a. Odkryta 14 lipca 1999 roku.